# Туманы (Псковская область)
Туманы — деревня в Шиковской волости Островского района Псковской области.
Расположена в 64 км к востоку от города Острова и в 15 км к северу от волостного центра, деревни Шики.
Численность населения деревни по состоянию на 2000 год составляла 4 человек.